# Justin Leonard
Justin Charles Garrett Leonard (født 15. juni 1972 i Dallas, Texas, USA) er en amerikansk golfspiller, der (pr. september 2010) står noteret for 12 sejre gennem sin professionelle karriere. Hans bedste resultat i en Major-turnering er sejren ved British Open i 1997.
Leonard har 2 gange, i 1997 og 1999, repræsenteret det amerikanske hold ved Ryder Cup. I 1999-udgaven blev han helten, da han med et imponerende putt på sidste hul, sørgede for sejr i sin match mod spanske José María Olazábal og dermed samlet amerikansk sejr.